# Саур
Саур, гірське пасмо в Казахстані і Китаї. Розташоване на південний схід від озера Зайсан. Довжина 140 км, висота до 3840 м (гора Музтау).
Складений вулканогенними відкладеннями, сланцями, вапняками, пісковиками, гранітоїдамі. На пасмі — гірсько-лукові і гольцові ландшафти; є льодовики (загальна площа заледеніння 16,6 км²). На північному схилі — средньогірські луки і ліси з сибірської модрини, тянь-шанської ялини з домішкою сибірської ялиці; нижче і на південному схилі — степи, напівпустелі. 
Родовища вугілля і горючих сланців.